# 交換公文
交換公文（こうかんこうぶん、Exchange of Notes、E/N）とは、広義で条約の一種であり、公文書書簡の交換実施によって国家間の合意成立を表す状態を指す。条約に準じる効力を持つ。

## 概要
当事者の代表が同一内容の公文書を相互交換し成立する。
多くは先に存在する主要条約の補完として用いられ、その他、条約解釈に関する了解、技術的事項の解釈や実施細目を定める場合などにも交換される。通常は国会承認を必要としないが、例外として内容が国民の権利義務に深く関連する場合は必要に応じて国会承認する場合がある。また、交換公文のみで国家間合意形成を成す場合もある。

## 「国会承認条約」と「行政取極」
国際法上、条約とは、その表題を「〇〇条約」としているものに限らず、憲章、規約、条約、協定、議定書、規程、取極、交換公文、宣言、声明などの名称を有するものを含み、広く国家間における法的な合意文書を言うものである。こうした広義の条約は、日本の実定法上の用語としては「国際約束」と称され憲法73条3号により国会の承認を必要とする国際約束（「国会承認条約」）と同条第2号にいう外交関係の処理の一環として行政府限りで結び得る国際約束（「行政取極」）に分けられる。
国際約束のうち国会承認条約となるものの基準としていわゆる「大平三原則」がある。1974年2月20日の衆議院外務委員会の外務大臣・大平正芳の答弁に基づいたものであり、第一に国際約束に法律事項を含み新たな立法措置が必要となる場合、第二に財政事項を含み既に予算または法律で財政措置が認められている以上に財政支出義務が発生する場合、第三に政治的に重要で発効のために批准が要件とされている場合を指す。上記の3つのカテゴリーに入らない国際約束が行政取極であるが、先述の大平の答弁では、既に国会の承認を経た条約や国内法あるいは国会の議決を経た予算の範囲内で実施し得る国際約束については、外交関係の処理の一環として行政府限りで締結し得ると説明している。現在も「大平三原則」は用いられており、2024年の衆議院予算委員会では「今もその原則（「大平三原則」）の下で行っている」と答弁がなされている。